# UCIワールドツアー2023
UCIワールドツアー2023は、UCIワールドツアーの2023年におけるシリーズ。

## 日程
| 開催日      | 大会                                                 | 獲得ポイント | 優勝者                                                       |
| ----------- | ---------------------------------------------------- | ------------ | ------------------------------------------------------------ |
| 1/17.–22.   | ツアー・ダウンアンダー                               | 500          | ジェイ・ヴァイン（UAE チーム・エミレーツ）                   |
| 1/29.       | カデル・エヴァンス・グレートオーシャン・ロードレース | 300          | マリウス・マイアホーファー（チームDSM）                      |
| 2/20.–26.   | UAEツアー                                            | 300          | レムコ・エヴェネプール（スーダル・クイックステップ）         |
| 2/25.       | オムロープ・ヘット・ニウスブラット                   | 300          | ディラン・ファンバールレ（チーム・ユンボ・ヴィスマ）         |
| 3/4.        | ストラーデ・ビアンケ                                 | 400          | トム・ピドコック（イネオス・グレナディアス）                 |
| 3/5.–12.    | パリ〜ニース                                         | 500          | タデイ・ポガチャル（UAE チーム・エミレーツ）                 |
| 3/6.–12.    | ティッレーノ〜アドリアティコ                         | 500          | プリモシュ・ログリッチ（チーム・ユンボ・ヴィスマ）           |
| 3/18.       | ミラノ〜サンレモ                                     | 800          | マチュー・ファン・デル・プール（アルペシン・ドゥクーニンク） |
| 3/20.–26.   | ボルタ・ア・カタルーニャ                             | 400          | プリモシュ・ログリッチ（チーム・ユンボ・ヴィスマ）           |
| 3/22.       | クラシック・ブルッヘ〜デ・パンネ                     | 300          | ヤスペル・フィリプセン（アルペシン・ドゥクーニンク）         |
| 3/24.       | E3サクソ・クラシック                                 | 400          | ワウト・ファン・アールト（チーム・ユンボ・ヴィスマ）         |
| 3/26.       | ヘント〜ウェヴェルヘム                               | 500          | クリストフ・ラポルト（チーム・ユンボ・ヴィスマ）             |
| 3/29.       | ドワルス・ドール・フラーンデレン                     | 300          | クリストフ・ラポルト（チーム・ユンボ・ヴィスマ）             |
| 4/2.        | ロンド・ファン・フラーンデレン                       | 800          | タデイ・ポガチャル（UAE チーム・エミレーツ）                 |
| 4/3.–8.     | イツリア・バスク・カントリー                         | 400          | ヨナス・ヴィンゲゴー（チーム・ユンボ・ヴィスマ）             |
| 4/9.        | パリ〜ルーベ                                         | 800          | マチュー・ファン・デル・プール（アルペシン・ドゥクーニンク） |
| 4/16.       | アムステルゴールドレース                             | 500          | タデイ・ポガチャル（UAE チーム・エミレーツ）                 |
| 4/19.       | フレッシュ・ワロンヌ                                 | 400          | タデイ・ポガチャル（UAE チーム・エミレーツ）                 |
| 4/23.       | リエージュ〜バストーニュ〜リエージュ                 | 800          | レムコ・エヴェネプール（スーダル・クイックステップ）         |
| 4/25.–30.   | ツール・ド・ロマンディ                               | 500          | アダム・イェーツ（UAE チーム・エミレーツ）                   |
| 5/1.        | エシュボルン＝フランクフルト                         | 300          | セーアン・クラーウアナスン（アルペシン・ドゥクーニンク）     |
| 5/6.–28.    | ジロ・ディ・イタリア                                 | 1100         | プリモシュ・ログリッチ（チーム・ユンボ・ヴィスマ）           |
| 6/4.–11.    | クリテリウム・デュ・ドフィネ                         | 500          | ヨナス・ヴィンゲゴー（チーム・ユンボ・ヴィスマ）             |
| 6/11.–18.   | ツール・ド・スイス                                   | 500          | マティアス・スケルモース（リドル・トレック）                 |
| 7/1.–23.    | ツール・ド・フランス                                 | 1300         | ヨナス・ヴィンゲゴー（チーム・ユンボ・ヴィスマ）             |
| 7/29.       | クラシカ・サンセバスティアン                         | 400          | レムコ・エヴェネプール（スーダル・クイックステップ）         |
| 7/29.–8/4.  | ツール・ド・ポローニュ                               | 400          | マテイ・モホリッチ（UAE チーム・エミレーツ）                 |
| 8/20.       | サイクラシックス・ハンブルク                         | 400          | マス・ピーダスン（リドル・トレック）                         |
| 8/23.–27.   | / レネウィ・ツアー                                   | 400          | ティム・ウェレンス（UAE チーム・エミレーツ）                 |
| 8/26.–9/17. | ブエルタ・ア・エスパーニャ                           | 1100         | セップ・クス（チーム・ユンボ・ヴィスマ）                     |
| 9/3.        | ブルターニュ・クラシック                             | 400          | ヴァランタン・マドゥアス（グルパマ・FDJ）                    |
| 9/8.        | グランプリ・シクリスト・ド・ケベック                 | 500          | アルノー・ドゥ・リー（アルペシン・ドゥクーニンク）           |
| 9/10.       | グランプリ・シクリスト・ド・モンレアル               | 500          | アダム・イェーツ（UAE チーム・エミレーツ）                   |
| 10/7.       | イル・ロンバルディア                                 | 800          | タデイ・ポガチャル（UAE チーム・エミレーツ）                 |
| 10/12.–17.  | ツアー・オブ・広西                                   | 300          |                                                              |